# 足高神社
足高神社（あしたかじんじゃ）は、岡山県倉敷市笹沖にある神社である。

## 概要
式内小社で、旧社格は県社。祭神は大山津見命、配神は石長比賣命・木之花佐久夜比賣命で、また一説に葦那陀迦神とする。神階は正四位上。別名「帆下げの宮」。江戸時代後期までは「葦高神社」と表記されていた。
倉敷市中心部の南部に位置する標高67メートルの足高山山上に鎮座する。現在は陸続きとなっているが、かつては「小竹島」または「笹島」と呼ばれる瀬戸内海のうち児島（今の児島半島）に切り離されたいわゆる吉備の穴海に浮かぶ島であった。他にも戸島、藤戸島、吉備の小島、奥津島などとも呼ばれていたという。
足高山は桃山時代から江戸時代前期の間に干拓され陸続きとなった。
江戸時代を通じ岡山藩の支藩である鴨方藩の祈願所となり藩主が替わるたびに参拝した。
現在、山上の神社周辺は足高公園となっており、春には桜の花見客で賑わう。

## 由緒
- 社伝によれば崇神天皇の時代にこの地に勧進されたとされている。
- 平安時代の延喜式神名帳に「窪屋郡 足高神社」の名が記載されている。
- 天暦元年（947年）村上天皇は藤原兼成を遣わして奉幣御祈願の儀を行った。天暦3年（949年）に社殿が造営されたと伝わる。
- 寛和元年（985年）足高神社の神宮寺として神遊山神宮寺遍照院が建立された。
- 寛元元年（1243年）足高八幡大菩薩の勅額の下賜があった。

## 帆下げの宮
「小竹島」または「笹島」と呼ばれていた島であった頃、島の周囲は潮流が激しく渦が巻いていたといわれている。ここを通る船はすべて帆を下げ、足高の神に航海の安全を祈願したことから「帆下げの宮」と呼ばれるようになった。
なお、現在の鎮座地の地名である「笹沖」は、”笹島の沖”であったことに由来する。